# Raffaele Chyliński
Raffaele (al secolo Melchor) Chyliński (Wysoczka, 8 gennaio 1694 – Łagiewniki, 2 dicembre 1741) è stato un presbitero polacco dell'ordine dei frati minori conventuali. È stato beatificato da papa Giovanni Paolo II nel 1991.

## Culto
Il suo elogio si legge nel Martirologio romano al 2 dicembre.